# Schaufenster am Donnerstag
Schaufenster am Donnerstag war eine Dauerwerbesendung des Zweiten Deutschen Fernsehens (ZDF).
Die Sendung wurde von Anfang 1975 von der Hamburger Agentur Lintas konzipiert und bis 1992 anfangs jeden zweiten Donnerstag (später nur einmal im Monat, zuletzt wieder wöchentlich, jedoch in stark verkürzter Fassung) anstelle des gewöhnlichen Werbeblocks im Vorabendprogramm ausgestrahlt.
Das Schaufenster am Donnerstag zeichnete sich dadurch aus, dass in einem Studio, das einem Nachrichtenstudio nachgebildet war, Werbung durch einen Moderator wie in einer Nachrichtensendung verlesen wurde (Kollektivwerbung). Der Moderator, der frühere NDR-Redakteur Gerhard Lippert, kündigte auch die auf die „Meldungen“ folgenden Werbespots an.
Schaufenster am Donnerstag wurde drei Tage vor der Ausstrahlung an einem Arbeitstag als MAZ produziert.
Als ein Nachfolgeformat lief 1997 die Sendung „Empfehlenswert“ und präsentierte Produkte, die in Tests der Stiftung Warentest gut abgeschnitten hatten, und als dessen Nachfolger „Alles Gute für Ihre Gesundheit“.